# Eva Arnold
Eva Arnold (* 6. Februar 1958 in Lage) ist eine deutsche Psychologin.

## Leben
Von 1977 bis 1983 studierte sie am Psychologischen Institut der TU Braunschweig. Nach dem Promotionsstudium (1983–1987) am Psychologischen Institut der Universität Bern und der Habilitation 1997 im Fach Erziehungswissenschaft (Lehrbefugnis: Pädagogische Psychologie) ist sie seit 2004 Professorin für Pädagogische Psychologie an der Universität Hamburg.

## Schriften (Auswahl)
- Familiengründung ohne Partner. Eine empirische Studie mit alleinstehenden und nicht alleinstehenden Frauen zur Wahrnehmung von Anforderungen und zum Einsatz von Bewältigungsstrategien vor und nach der Geburt des ersten Kindes. Münster 1999, ISBN 3-89325-707-1.
- mit Johannes Bastian, Arno Combe, Carla Schelle und Sabine Reh (Hgg.): Schulentwicklung und Wandel der pädagogischen Arbeit. Arbeitssituation, Belastung und Professionalisierung von Lehrerinnen und Lehrern in Schulentwicklungsprozessen. Hamburg 2000, ISBN 3-925836-50-0.